# 桂梁材
桂梁材（?—?），雲南省雲南府昆明縣人，清朝政治人物、同進士出身。
光緒三年（1877年），参加丁丑科殿試，登進士三甲第143名。同年五月，分部學習。